# Orło (osada leśna w województwie mazowieckim)
Orło – osada leśna w Polsce, położona nad Brokiem w województwie mazowieckim, w powiecie ostrowskim, w gminie Małkinia Górna.
W latach 1975–1998 miejscowość położona była w województwie ostrołęckim.